# Friedrich Wilhelm Leopold Pfeil
Friedrich Wilhelm Leopold Pfeil (* 28 de març 1783, Rammelburg, avui part de Friesdorf, Mansfelder Land - 4 de setembre 1859, Cieplice Śląskie-Zdrój, província de Silèsia) va ser un botànic, i enginyer forestal alemany. És considerat com una destacada personalitat en qüestions forestals del nord d'Alemanya.

## Vida i obra

### La seva família
Friedrich Wilhelm Leopold Pfeil, que sempre es va fer anomenar Wilhelm Pfeil, provenia d'una família burgesa de Friburg, més tard Regne de Saxònia, i que fins ben entrat el segle XVI podien trobar-se a la zona. El seu pare Johann Gottlob Benjamin Pfeil (1732–1800) era magistrat judicial a Grafschaft Mansfeld, i la seva mare Eva Clara Johanna Leonardine Goeckingk († 1792) era germana de l'escriptor i economista Leopold Friedrich Günther von Goeckingk (1748–1828). Wilhelm Pfeil fou el quart de vuit fills d'aquest matrimoni.

### Joventut i Educació

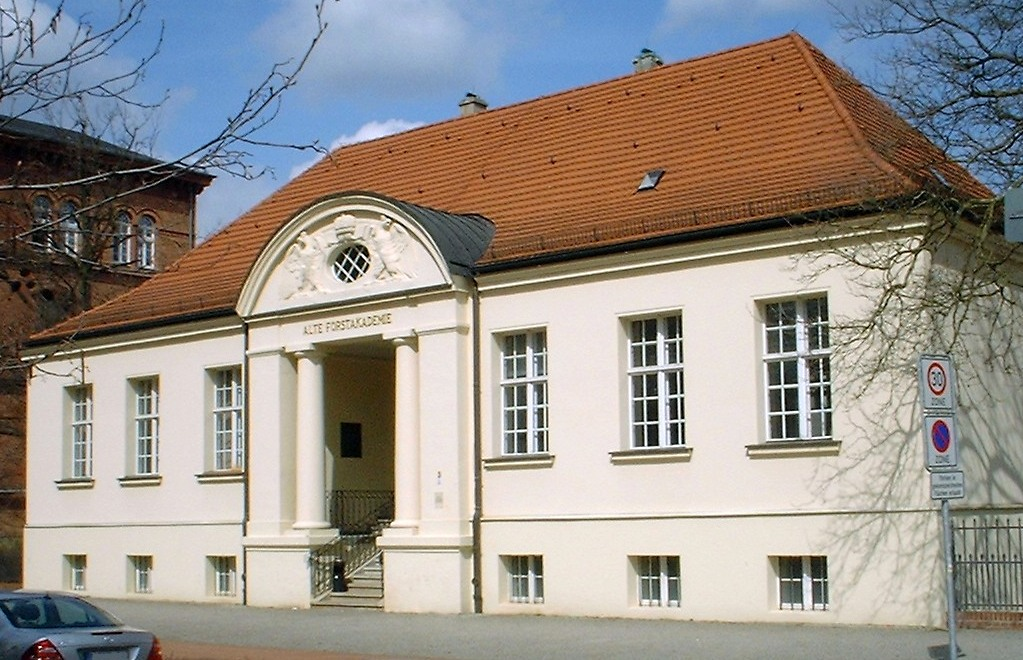
Escola Superior Forestal d'Eberswalde on va anar Pfeil (1830)

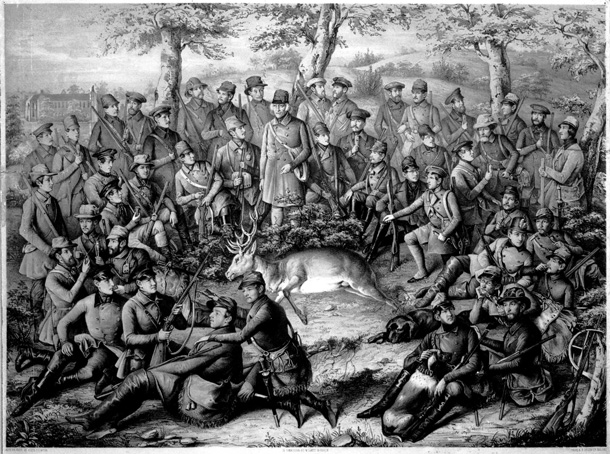
Wilhelm Pfeil i els seus alumnes l'any 1848, Jagd en el bosc de Chorin, Eberswalde. Litografia d'I. Meyer.

Va passar els seus primers anys al Castell de Schloss von Rammelburg, residència dels pares. El seu pare va ser, de fet, a més de les seves altres funcions, el principal representant de les grans hisendes de la família dels barons Frieseschen, entre ells el castell on vivien.

### Estudis forestals
Després del seu aprenentatge amb un oncle a una granja de Prince Carolath-Beuthen Niederschlesien. Va servir des de 1804 com a assistent tècnic forestal a Kleinitz i a Carolath, i des de 1806 com a tècnic forestal.

### Com a professor
Les seves publicacions també van arribar a Georg Ludwig Hartig qui li va parar esment. En particular, va publicar l'any 1816 Über die Ursachen des schlechten Zustandes der Forsten und die allein möglichen Mittel ihn zu verbessern, mit besonderer Rücksicht auf die Preußischen Staaten. Eine freimütige Untersuchung (Sobre les causes del mal estat dels boscos i l'únic mitjà possible per millorar-ho, amb especial referència als Estats de Prússia. Un examen sincer).

### Escriptors i crítiques al repoblament
Wilhelm Pfeil és un dels escriptors forestals més productius de la història. A més de 24 llibres, que van experimentar diverses edicions en part, va escriure prop de 750 ponències i comunicacions.

## Honors

### Reconeixements i Premis
Wilhelm Pfeil pertanyia a una sèrie de societats científiques nacionals i internacionals com a membre o membre honorari de, com a exemple, a partir de 1814 a la Societat Johann Matthäus Bechstein,va establir el bosc i la caça de Dreißigacker, des de 1822 a la Societat Econòmica de Leipzig i des de 1824 de la Reial Societat prussiana de Brandenburg. L'any 1825 es va incorporar a la Societat de les lleis de Berlín.

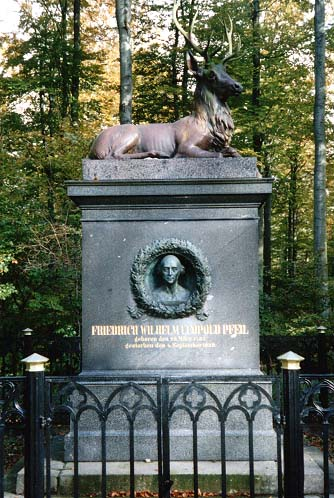
Monument a Pfeil a Thale
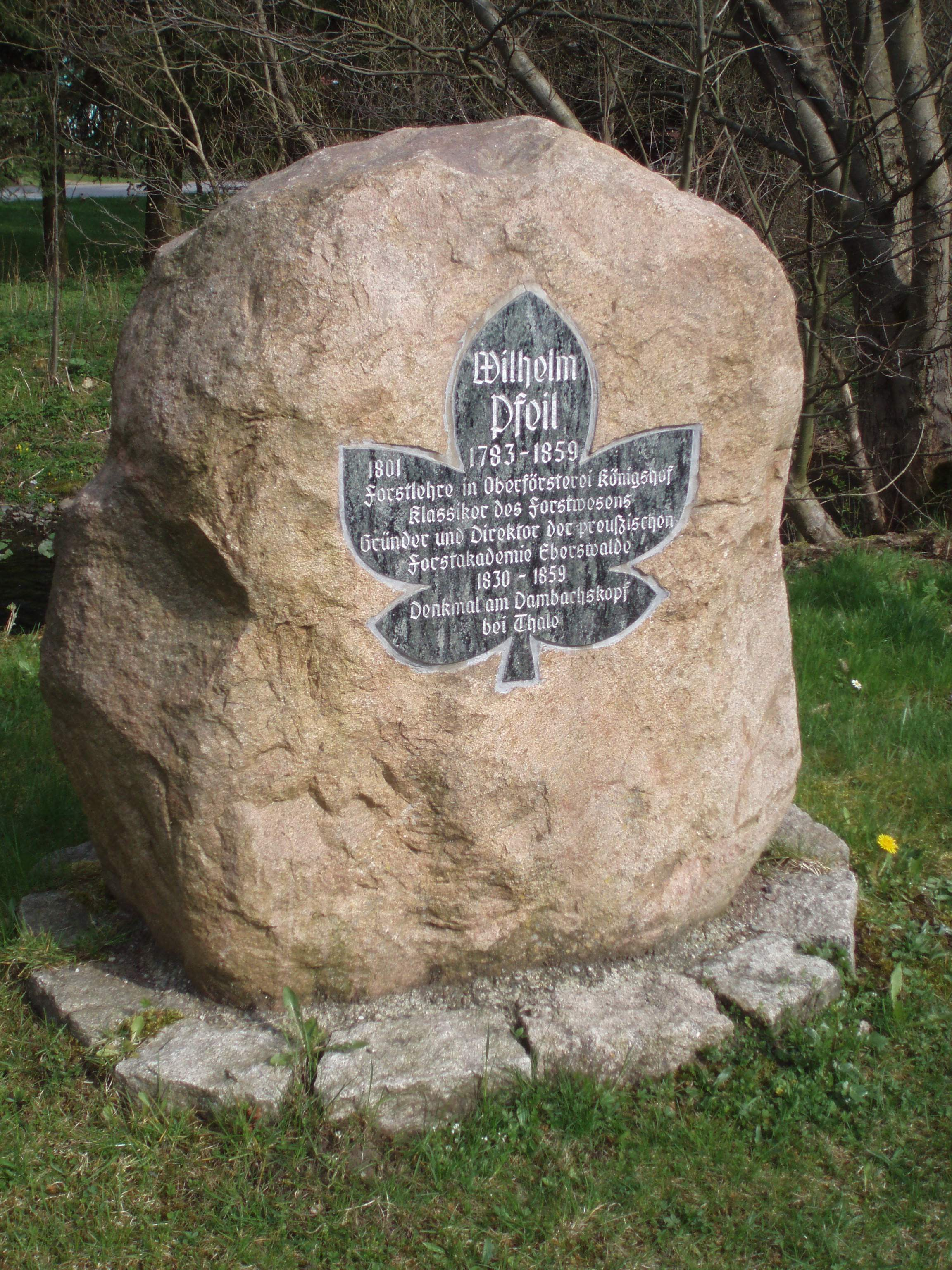
Monument a Chorzów
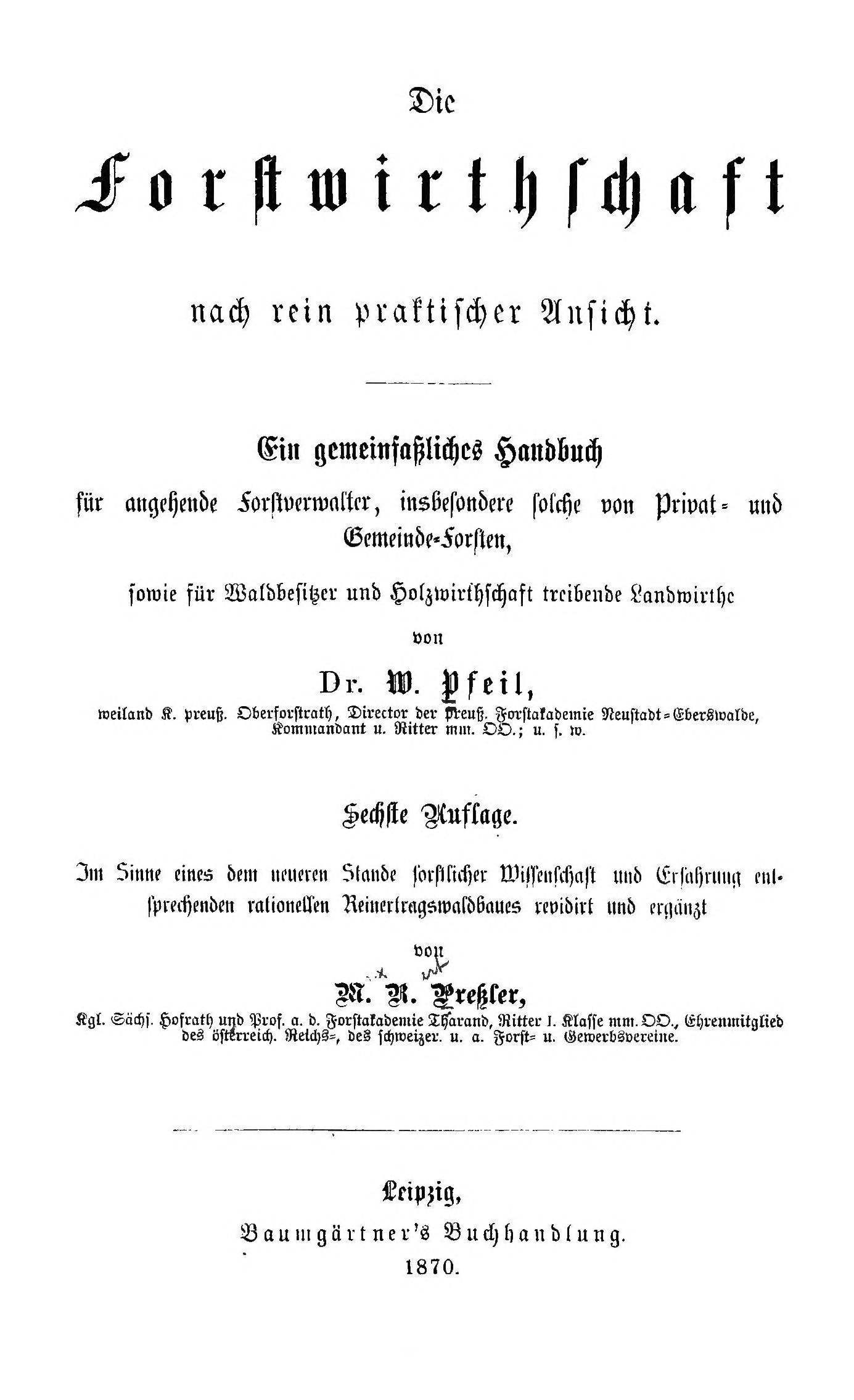
Die Forstwirtschaft nach rein praktischer Ansicht, 6ª edició, actualitzada per Max Robert Preßler. Baumgärtner's Buchhandlung, Leipzig 1870

## Selecció d'escrits

### Publicacions científiques
- Erfahrungen und Bemerkungen über die Kultur der Waldungen in Schlesien und in den Marken (Les experiències i observacions sobre el cultiu dels boscos en Silesia i en les Marken), 1813
- Über die Ursachen des schlechten Zustandes der Forsten und die allein möglichen Mittel ihn zu verbessern, mit besonderer Rücksicht auf die Preußischen Staaten. Eine freimütige Untersuchung (Sobre les causes del mal estat dels boscos i l'únic mitjà possible per millorar-ho, amb especial referència als Estats de Prússia. Un examen sincer), 1816
- Über forstwissenschaftliche Bildung und Unterricht im allgemeinen mit besonderer Anwendung auf den preußischen Staat (Sobre els boscos ensenyament de les ciències i l'ensenyament en general, amb aplicació en particular a l'Estat de Prússia), 1820
- Über die Befreiung der Wälder von Servituten (Sobre l'exempció dels boscos de les servituds), 1821
- Vollständige Anleitung zur Behandlung, Benutzung und Schätzung der Forsten. Ein Handbuch für Forstbediente, Gutsbesitzer, Ökonomiebeamte und Magisträte. Mit Rücksicht auf die wechselseitigen Beziehungen des Waldbaus zoom Feldbau (Guia completa del tractament, ús i valoració dels boscos. Manual per Forestadors, terratinents, funcionaris i magistrats ecònoms. En consideració de les relacions mútues dels cultius del camp de la gestió forestal), 2 toms, 1820/1821
- Grundsätze der Forstwirthschaft in Bezug auf Nationalökonomie und die Staats-Finanzwissenschaft (Principis de Silvicultura en relació amb l'economia política i les finances estatals), 2 toms, 1822/1824
- Die Behandlung und Schätzung des Mittelwaldes (Tractament i valoració dels recursos forestals). Züllichau 1824

- Über Insectenschaden in den Wäldern, die Mittel ihm vorzubeugen und seine Nachtheile zu vermindern (Sobre Insectes del bosc, per evita-los i els mitjans per reduir els seus desavantatges), Berlín 1827

- Anleitung zur Ablösung der Wald-Servituten sowie zur Theilung und Zusammenlegung gemeinschaftlicher Wälder, mit besonderer Rücksicht auf die Preußische Gesetzgebung (Instruccions per a la substitució de les servituds dels boscos i de la divisió i la consolidació dels boscos de la Comunitat, amb especial referència a la llei prussiana,) Berlín 1828 (reimprès el 1844 i el 1854)
- Das forstliche Verhalten der Waldbäume und ihre Erziehung, 1829 (reimprès el 1839 i el 1854)
- Neue vollständige Anleitung zur Behandlung, Benutzung und Schätzung der Forsten. Ein Handbuch für Forstbesitzer und Forstbeamte, 5 toms, Berlin 1830ff
- Forstschutz und Forstpolizeilehre, 1831 (reimprès el 1845)
- Forstbenutzung und Forsttechnologie, 1831 (reimprès el 1845 i el 1858)
- Kurze Anweisung zur Jagdwissenschaft für Gutsbesitzer und Forstliebhaber, 1831
- Die Forstwirthschaft nach rein praktischer Ansicht. Ein Handbuch für Privatforstbesitzer, Verwalter und insbesondere für Forstlehrlinge, 1831 (reimprès els anys 1839, 1843, 1851, 1857, i 1870)
- Die Forsttaxation, 1833 (reimprès el 1843 i 1858)
- Die Forstpolizeigesetze Deutschlands und Frankreichs nach ihren Grundsätzen, mit besonderer Rücksicht auf eine neue Forstpolizeigesetzgebung Preußens. Für Forstmänner, Kameralisten und Landstände, Berlín 1834

- Anleitung zur Feststellung der vom Forstgrunde zu erhebenden Grundsteuer. Für Forstmänner, Staatswirthe und Steuerbeamte, Leipzig 1835

- Die Forstgeschichte Preußens bis zoom Jahre 1806 (La història forestal de Prússia fins a 1806), Leipzig 1839; reimprès el 2009 Verlag Kessel ISBN 978-3-941300-21-7, enllaç:[Enllaç no actiu]
- Vollständige Anweisung zur Jagdverwaltung und Jagdbenutzung mit Rücksicht auf eine zweckmäßige Jagdpolizeigesetzgebung. Ein Handbuch für Jagdbesitzer (Completa declaració de caça i l'ús de gestió de la caça pel que fa a qualsevol legislació policial de caça. Un manual de caça per a propietaris), Leipzig 1848
- Anleitung zur Ausführung des Jagdpolizeigesetzes für Preußen vom 7. März 1850, 1850
- Die deutsche Holzzucht, begründet auf die Eigenthümlichkeit der Forsthölzer und ihr Verhalten zu den verschiedenen Standorten, 1860 (publicats de forma pòstuma pel seu fill Erich Arnold Ottomar Pfeil)

### Redaccions
- Kritische Blätter für Forst- und Jagdwissenschaft in Verbindung mit mehreren Forstmännern und Gelehrten (Fulles crítiques per a Ciències Forestals i Caça, en relació amb la silvicultura i els homes savis). Leipzig 1822–1859